# Серваль, Нина Александровна
Нина Александровна Серваль (24 сентября (7 октября) 1910 — 25 июня 1994) — советская певица (лирико-драматическое сопрано), Заслуженная артистка РСФСР, профессор Ленинградской государственной консерватории им. Н. А. Римского-Корсакова.

## Биография
В 1941 году окончила Ленинградскую государственную консерваторию им. Н. А. Римского-Корсакова, ученица Е. В. Девос-Соболевой.
В 1937 по 1941 гг. являлась солисткой оперной студии Ленинградской консерватории, с 1941 по 1962 гг. — солистка Ленинградского театра оперы и балета им. С. М. Кирова.
С 1965 года начала преподавательскую деятельность в Ленинградской консерватории на кафедре сольного пения (позже ей было присвоено звание профессора консерватории), воспитав целую плеяду известных певцов, таких как Александр Штода, Нина Григорьева, Алексей Стеблянко, Лариса Шевченко, Александр Гергалов, Юрий Мартьянов, Татьяна Кравцова, Василий Герелло, Маргарита Валиулина, Любовь Соколова и многих других.

## Исполненные партии
- Горислава («Руслан и Людмила» М. И. Глинка)
- Ярославна («Князь Игорь» А. П. Бородин)
- Лиза («Пиковая дама» П. И. Чайковский)
- Мария («Мазепа» П. И. Чайковский)
- Наташа («Война и мир» С. С. Прокофьев)
- Милитриса («Сказка о царе Салтане» Н. А. Римский-Корсаков)
- Феврония(«Сказание о невидимом граде Китеже и деве Февронии» Н. А. Римский-Корсаков)
- Донна Эльвира («Дон Жуан» В. А. Моцарт)
- Аида («Аида» Дж. Верди)
- Амелия («Бал-маскарад» Дж. Верди)
- Леонора («Сила судьбы» Дж. Верди) и др.

Участвовала в постановках современных опер («Декабристы» Шапорина, «Фёдор Таланов» Дешевова, «Тихий Дон» Дзержинского). Выступала как концертная и камерная певица, исполняла партии сопрано в реквиемах Моцарта и Верди, 9-й симфонии Бетховена, «Колоколах» Рахманинова, в концертной постановке оперы «Орестея» Танеева. В 2017 году в Санкт-Петербурге состоялся Первый международный конкурс вокально-исполнительского искусства имени Н.А.Серваль, организованный её ученицей - Маргаритой Валиулиной.  

## Звания и награды
- Заслуженная артистка РСФСР
- Профессор Ленинградской государственной консерватории